# DOMELRE

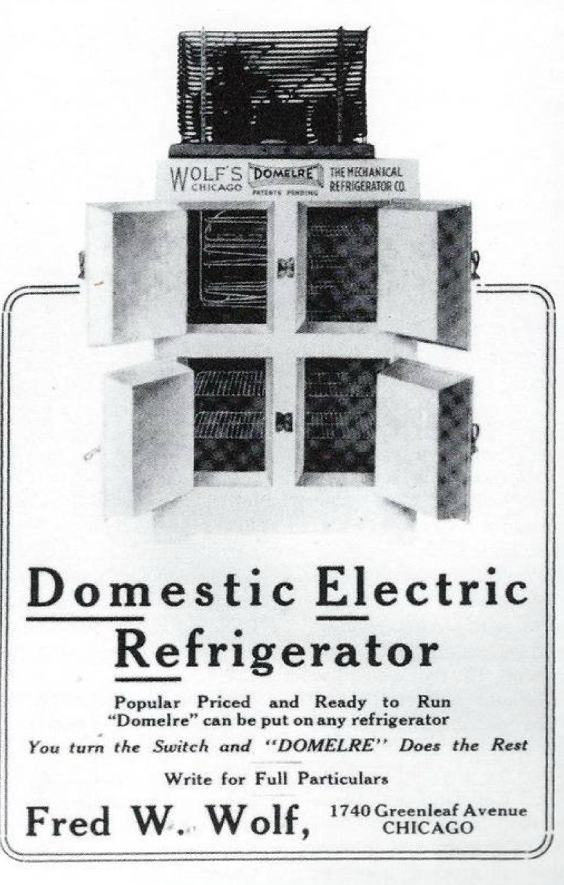
Anuncio de refrigerador DOMELRE de 1914.

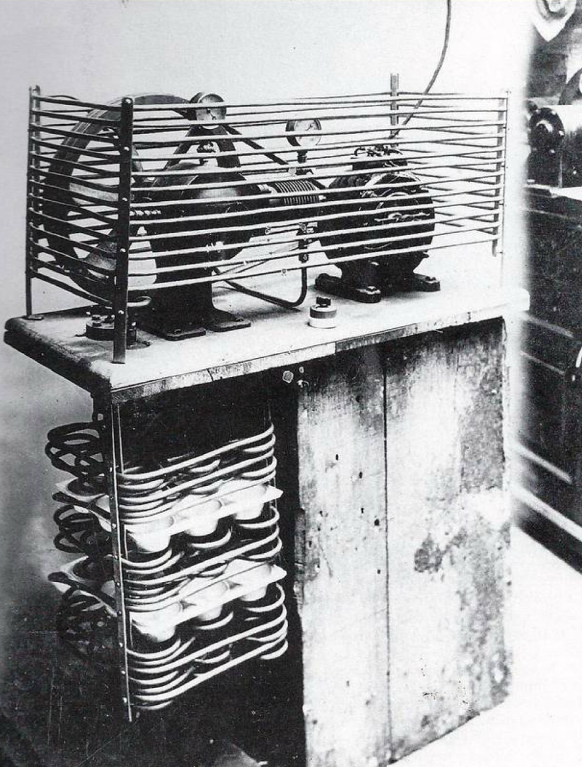
Refrigerador DOMELRE, c. 1914

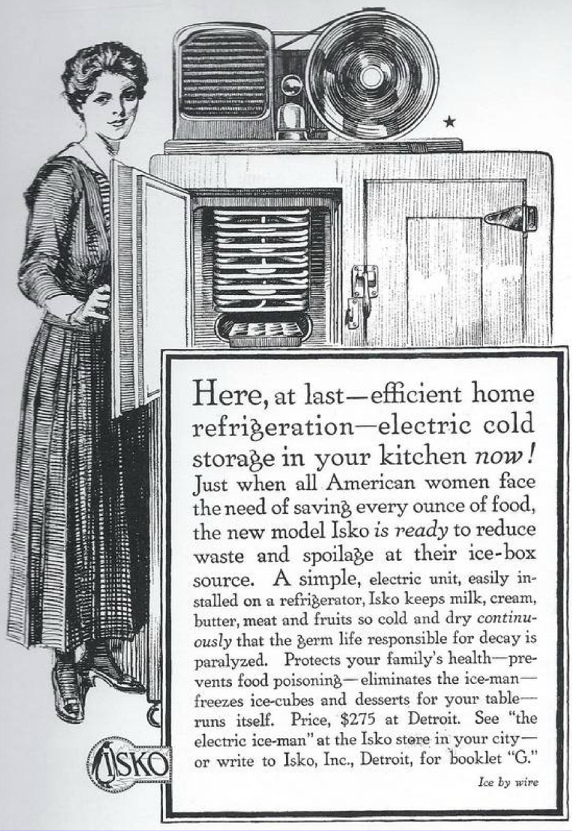
Anuncio de ISKO en Good Housekeeping de 1917.

DOMELRE (acrónimo de Domestic Electric Refrigerator, «refrigerador eléctrico doméstico» en inglés) fue el primer refrigerador eléctrico doméstico, inventado por Frederick William Wolf Jr. (1879-1954) en 1913 y producido a partir de 1914 por Wolf's Mechanical Refrigerator Company en Chicago. Se fabricaron varios cientos de unidades. La unidad reemplazó el bloque de hielo en la nevera con un dispositivo de enfriamiento eléctrico, y fue completamente automático.
Denominado como el «primer refrigerador eléctrico», ha sido descrito como «revolucionario» en la historia de la refrigeración doméstica.

## Historia
DOLMERE fue inventado por Frederick William Wolf Jr. (ingeniero estadounidense también conocido como Fred W. Wolf Jr., 1879-1954), miembro fundador de la Sociedad Estadounidense de Ingenieros de Refrigeración, en 1913. Se estima que se fabricaron entre varios cientos y miles de unidades, producidas a partir de 1914 por su Mechanical Refrigerator Company en Chicago. Fred Heideman también participó en el diseño de la unidad. En 1916, Wolf vendió los derechos de la invención a Henry Joy, presidente de Packard Motor Car Company en Detroit, que lanzó una versión mejorada con el nombre de ISKO. Después de haber vendido alrededor de mil modelos más, la compañía de Joy, sin embargo, quebró en 1922.
Comercialmente, DOMELRE fue descrito como «un éxito rápido». La unidad se consideró relativamente económica para su época. El modelo original se vendió por $ 900 ($ 24 450 en dólares de 2021); el modelo de 1916 tenía un precio de $ 385 en 1916 ($ 9600 en dólares de 2021), y luego cayó a $ 275 ($ 6850 en dólares de 2021). Se vendieron 525.

## Significancia
DOMELRE ha sido descrita como «revolucionaria» en la historia de la refrigeración doméstica. Se ha descrito como el «primer refrigerador doméstico», el «primer refrigerador eléctrico», la «primera unidad de refrigeración eléctrica automática de paquete comercializado en masa con éxito», «la primera unidad de refrigeración enchufable», «el primer sistema de refrigeración pequeño producido en serie», o simplemente como «el refrigerador eléctrico doméstico».
DOMELRE contenía una serie de innovaciones que no se encontraban en refrigeradores no eléctricos anteriores, como ofrecer control automático de temperatura por termostato, un condensador enfriado por aire que no requería agua, y no menos importante, también introdujo una bandeja de congelación para cubitos de hielo.
Una evaluación de 2005 de la historia del negocio de distribución de hielo en The New York Times concluyó que la tecnología pionera de DOMELRE condujo gradualmente al fin de ese negocio en Nueva York en 1950.